# Говернадор-Невтон-Беллу
Говернадор-Невтон-Беллу (порт. Governador Newton Bello) — муниципалитет в Бразилии, входит в штат Мараньян. Составная часть мезорегиона Запад штата Мараньян. Входит в экономико-статистический микрорегион Пиндаре. Население составляет 11 921 человек на 2010 год. Занимает площадь 1144,069 км². Плотность населения — 10,42 чел./км².

## Демография
Согласно сведениям, собранным в ходе переписи 2010 г. Национальным институтом географии и статистики (IBGE), население муниципалитета составляет:
| Полное население                               | Полное население                               | Полное население                               | Полное население                               | 11 921 |
| ---------------------------------------------- | ---------------------------------------------- | ---------------------------------------------- | ---------------------------------------------- | ------ |
| в том числе:                                   | Городское население                            | 4291                                           | Процент городского населения, %                | 36,00  |
|                                                | Сельское население                             | 7630                                           | Процент сельского населения, %                 | 64,00  |
|                                                | Мужское население                              | 6015                                           | Процент мужского населения, %                  | 50,46  |
|                                                | Женское население                              | 5906                                           | Процент женского населения, %                  | 49,54  |
| Плотность населения, чел/км²                   | Плотность населения, чел/км²                   | Плотность населения, чел/км²                   | Плотность населения, чел/км²                   | 10,42  |
| Население муниципалитета в % к населению штата | Население муниципалитета в % к населению штата | Население муниципалитета в % к населению штата | Население муниципалитета в % к населению штата | 0,18   |

По данным оценки 2016 года, население муниципалитета составляет 10 011 жителей.

## История
Город основан 11 ноября 1994 года. 

## Статистика
- Валовой внутренний продукт на 2003 год составляет 15 506 302,00 реалов (данные: Бразильский институт географии и статистики).
- Валовой внутренний продукт на душу населения на 2003 год составляет 1238,92 реалов (данные: Бразильский институт географии и статистики).
- Индекс развития человеческого потенциала на 2000 год составляет 0,494 (данные: Программа развития ООН).